# Westhalten

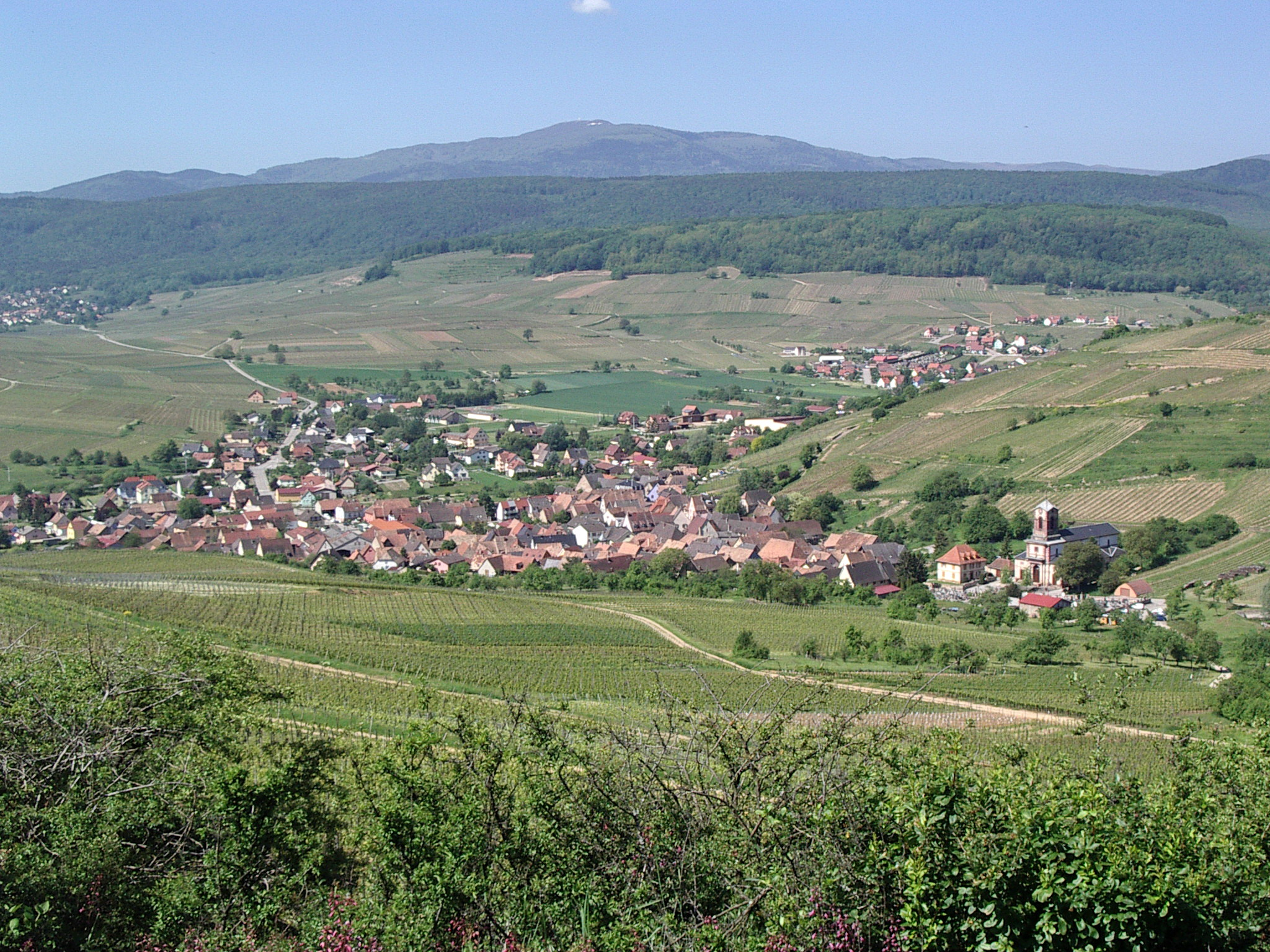
Vista panorámica de Westhalten

 Westhalten  es una comuna y población de Francia, en la región de Alsacia, departamento de Alto Rin, en el distrito de Guebwiller y cantón de Rouffach.
Su población en el censo de 1999 era de 816 habitantes. Forma parte de la aglomeración urbana de Soultzmatt.
Está integrada en la Communauté de communes du Val de Soultzmatt-la Vallée Noble .
- Datos: Q635342
- Multimedia: Westhalten / Q635342